# Knema glauca
Espèce
Statut de conservation UICN

 VU  : Vulnérable
Knema glauca est une espèce de plantes du genre Knema de la famille des Myristicaceae.